# Pancerniki typu Victoria
Pancerniki typu Victoria – seria dwóch brytyjskich pancerników wieżowych, zbudowanych pod koniec lat 80. XIX wieku.
W skład serii wchodziły dwa okręty: „Victoria” i „Sans Pareil”.

## Opis konstrukcji
Miały być ulepszoną wersją pancernika „Conqueror”.
Głównym konstruktorem okrętów był Nathaniel Barnaby. Była to jego ostatnia konstrukcja okrętów wojennych, uznawana za najbardziej udaną.
Były to ostatnie pancerniki brytyjskie z pojedynczą wieżą artylerii głównej. Dla tego typu zostały specjalnie zaprojektowane działa kalibru 413 mm, które zostały umieszczone w wieży dziobowej. Na rufie znajdowała się wieża z pojedynczym działem kal. 254 mm. Artyleria średnia kalibru 152 mm (12 dział) była umieszczona w kazamatach (po 6 na każdej burcie). Pancerniki były także wyposażone w cztery wyrzutnie torpedowe kal. 356 mm, po jednej na dziobie, rufie i każdej burcie.

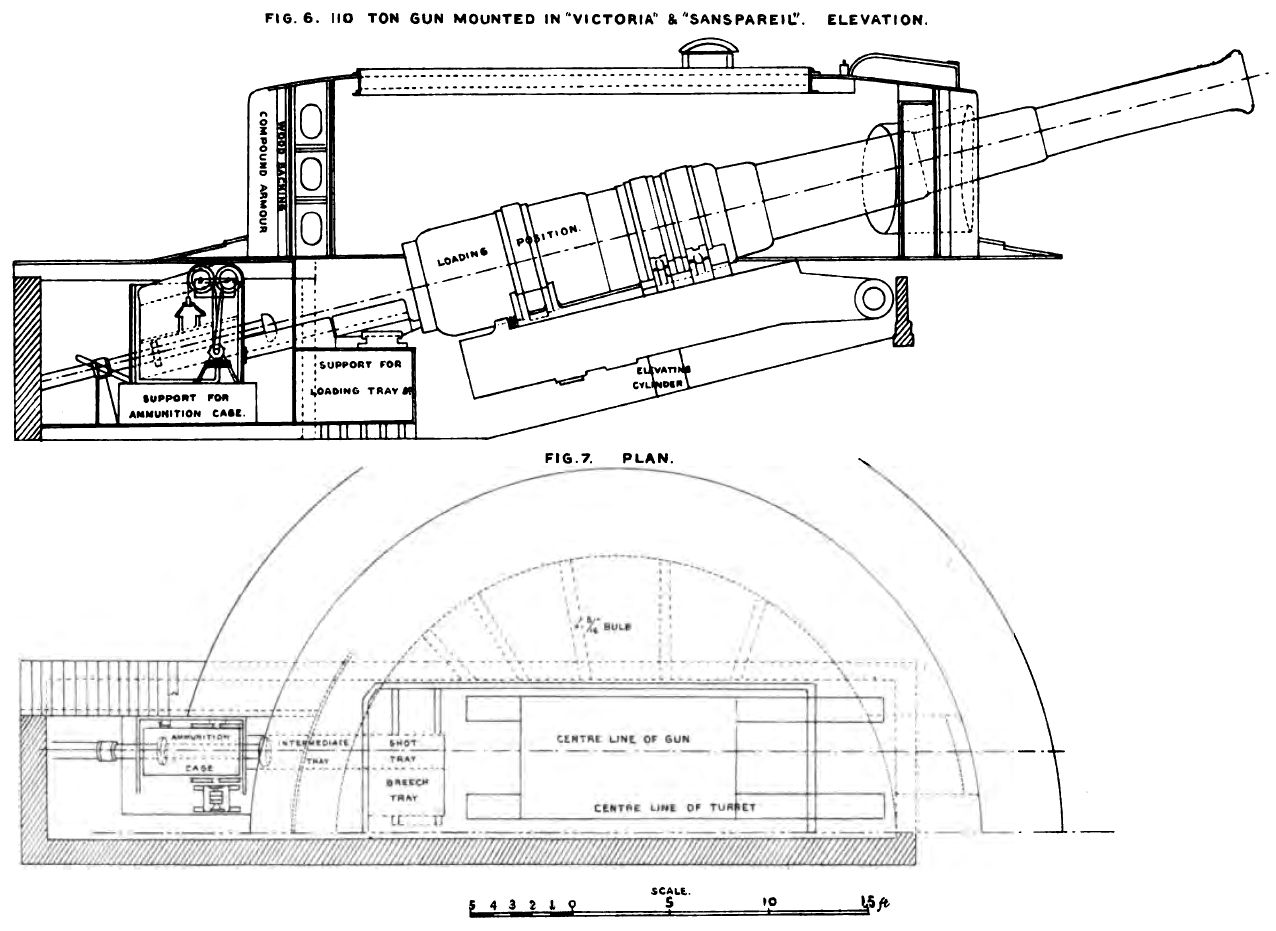
Przekrój wieży artylerii 413 mm w almanachu Brassey’s z 1888–1889 r.

Pancerniki miały niską wolna burtę (ok. 3 metrów), co wynikało z ich przeznaczenia głównie do służby na Morzu Śródziemnym. Pomimo tego zachowywały się stabilnie na morzu, lecz fale dziobowe zalewały pokład dziobowy, co utrudniało prowadzenie ognia z wieży artylerii głównej.

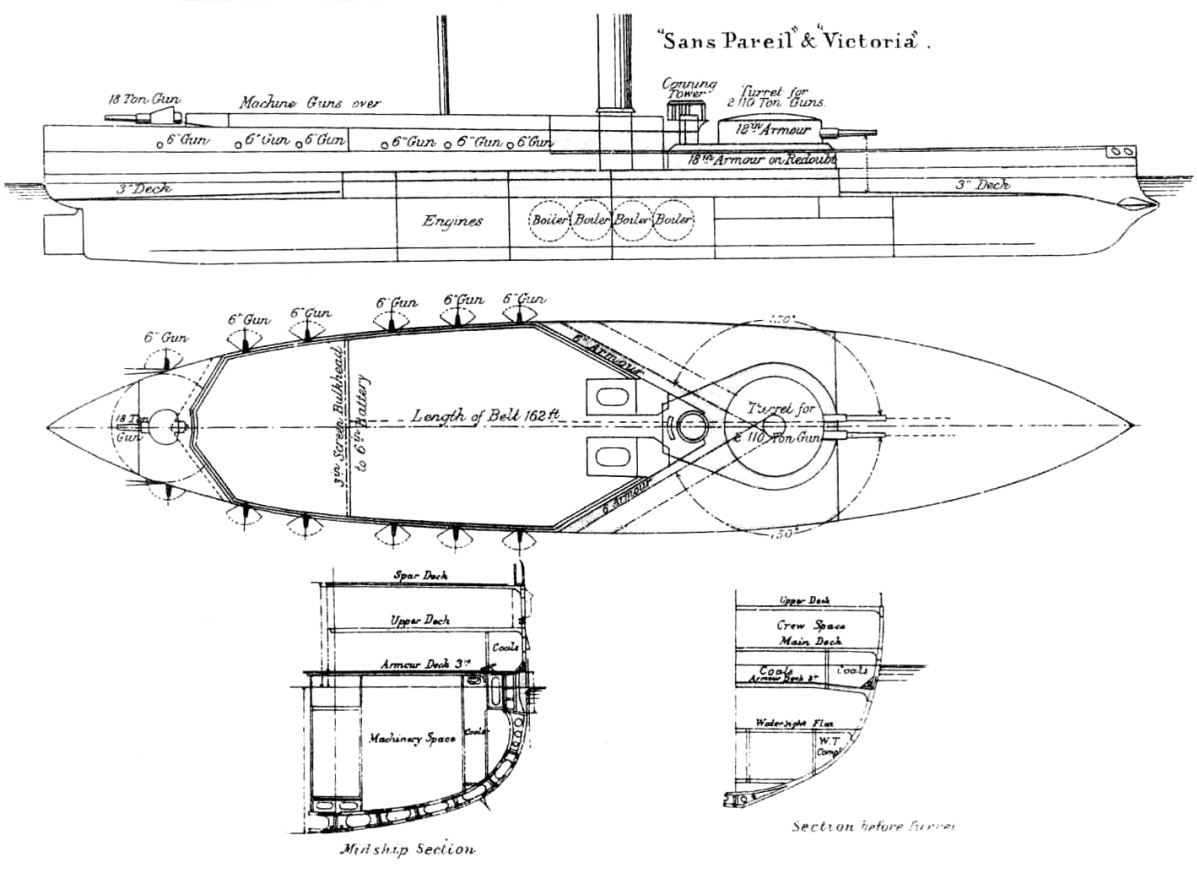
Wygląd okrętów typu Victoria w almanachu Brassey’s z 1888–1889 r.

Były to pierwsze brytyjskie pancerniki wyposażone w dwie pionowe czterocylindrowe maszyny parowe potrójnego rozprężania typu compound, produkcji firmy Humphreys, napędzające dwie czterołopatowe śruby okrętowe. Kominy były ustawione obok siebie.

## Służba w skrócie
Więcej w artykułach o poszczególnych okrętach
„Victoria” weszła do służby w 1890, a „Sans Pareil” w 1891. Oba początkowo służyły we Flocie Śródziemnomorskiej. „Victoria” zatonęła wskutek kolizji z pancernikiem „Camperdown” podczas manewrów w pobliżu Trypolisu 22 czerwca 1893.
„Sans Pareil” od 1895 do 1901 (z przerwą na remont w 1899–1900) stacjonował jako okręt strażniczy w Sheerness. Potem był w rezerwie. Został złomowany w 1907.

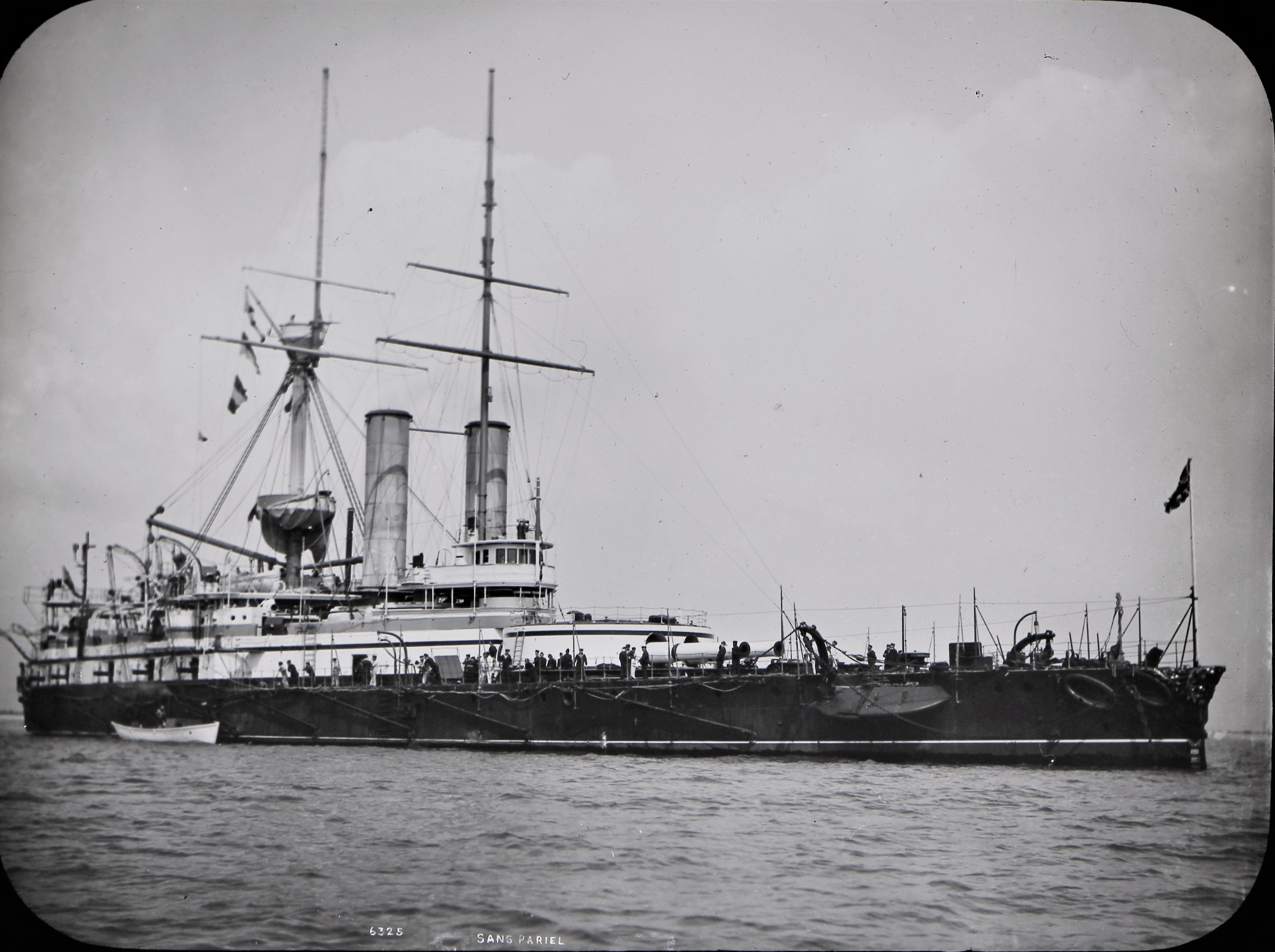
Sans Pareil